# Spomin na pevca še živi (album)
Spomin na pevca še živi je 2. album Ansambla Modrijani, ki je izšel leta 2003 pri založbi Zlati zvoki. Istega leta je osvojil platinasto ploščo.

## Seznam pesmi
| Št. | Naslov                       | Pisec                                     | Dolžina |
| --- | ---------------------------- | ----------------------------------------- | ------- |
| 1.  | „Spomin na pevca še živi‟    | Tine Lesjak/Franci Smrekar/Tine Lesjak    | 3:58    |
| 2.  | „Zdravica Modrijanov‟        | Brane Klavžar/Jože Galič/Brane Klavžar    | 2:36    |
| 3.  | „V mojih si mislih vedno ti‟ | Brane Klavžar/Jože Galič/Brane Klavžar    | 2:49    |
| 4.  | „Čez hrib in dol‟            | Boris Kovačič/Boris Kovačič               | 2:41    |
| 5.  | „Ajda na polju‟              | Brane Klavžar/Ivan Sivec/Igor Podpečan    | 3:32    |
| 6.  | „Muzikanti smo‟              | Brane Klavžar/Franc Černelč/Brane Klavžar | 2:54    |
| 7.  | „Francoski poljub‟           | Rok Švab/Rok Švab                         | 3:08    |
| 8.  | „Na vaškem plesu‟            | Brane Klavžar/Jože Galič/Brane Klavžar    | 2:38    |
| 9.  | „Planinska ljubezen‟         | Brane Klavžar/Jože Galič/Igor Podpečan    | 3:29    |
| 10. | „Novo leto bo prišlo‟        | Brane Klavžar/Jože Galič/Brane Klavžar    | 3:31    |

## O pesmih
- Spomin na pevca še živi – Skladba je nastala v spomin na legendarnega pevca Fantov s Praprotna in Ansambla Lojzeta Slaka Jožeta Šifrarja, ki je leta 1974 tragično preminil v prometni nesreči. Njegovo petje je še danes vzor mnogim izvajalcem. S to skladbo so se Modrijani predstavili na festivalu Vurberk leta 2002 in prejeli Šifrarjevo plaketo za najboljšo večglasno vokalno izvedbo, nagrado za najboljšo skladbo festivala, zlatega zmaja za 1. mesto po izboru občinstva in 2. nagrado strokovne komisije.[1] Skladba se nahaja tudi na kompilacijskem albumu Uspešnice 1 in na četrtem albumu Kjer je glasba, tam smo mi.[2]
- Zdravica Modrijanov – S to skladbo so se Modrijani predstavili na festivalu Vurberk leta 2002 in prejeli Šifrarjevo plaketo za najboljšo večglasno vokalno izvedbo, zlatega zmaja za 1. mesto po izboru občinstva in 2. nagrado strokovne komisije.[1] Skladba se nahaja tudi na kompilacijskem albumu Uspešnice 2.[3]
- V mojih si mislih vedno ti – Skladba se nahaja tudi na kompilacijskem albumu Uspešnice 2.[3]
- Čez hrib in dol – Skladbo v originalu izvaja Ansambel Borisa Kovačiča. Skladba se nahaja tudi na kompilacijskem albumu Uspešnice 1.[2]
- Ajda na polju – Skladba je na festivalu Slovenska polka in valček postala slovenski valček leta 2003.[4] Nahaja se četrtem albumu Kjer je glasba, tam smo mi in na kompilacijskem albumu Uspešnice 2.[3]
- Muzikanti smo – Skladba se nahaja tudi na kompilacijskem albumu Uspešnice 2.[3]
- Francoski poljub – Skladba se nahaja tudi na kompilacijskem albumu Uspešnice 2.[3]
- Na vaškem plesu – Skladba se nahaja tudi na kompilacijskem albumu Uspešnice 2.[3]
- Planinska ljubezen – Skladba se nahaja tudi na kompilacijskem albumu Uspešnice 1.[2]